# Dawid Lubowicz
Dawid Lubowicz (ur. 17 grudnia 1981, Zakopane) – polski skrzypek i kompozytor klasyczny oraz jazzowy, członek grupy Atom String Quartet i Bester Quartet, muzyk Teatru Muzycznego „Roma”. Aktualnie mieszka w Warszawie. Absolwent w klasie skrzypiec Oresta Telwacha w Liceum Muzycznym im. K. Szymanowskiego w Rzeszowie oraz Akademii Muzycznej im. Fryderyka Chopina w Warszawie w klasie prof. Konstantego Andrzeja Kulki. Zadebiutował autorską płytą w 2018 r. (Inside), za którą otrzymał nominację do Fryderyków 2019.

## Dyskografia

### Albumy autorskie
| Rok  | Dane dot. albumu |
| ---- | --- |
| 2018 | Inside - Wydany: 10 maja 2018 - Wykonawca: Dawid Lubowicz Quartet - Wytwórnia: Fundacja im. Zbigniewa Seiferta / Seifert Records - Format: CD, digital download |